# El conde de Luxemburgo
El conde de Luxemburgo (título original en alemán, Der Graf von Luxemburg) es una opereta en tres actos con música del compositor austro-húngaro Franz Lehár y libreto en alemán de Alfred Willner, Robert Bodanzky y Leo Stein. Se estrenó en el Theater an der Wien de Viena el 12 de noviembre de 1909.

## Historia
Lehár compuso El conde de Luxemburgo en sólo tres semanas y en una observación privada antes del estreno la llamó "¡Trabajo descuidado, completamente sin valor!" El libreto fue escrito por Alfred Willner, Robert Bodanzky y Leo Stein. Stein había trabajado anteriormente con Lehár en su obra de 1904 Der Göttergatte, y Bodanzky había sido coautor de libretos tanto para Peter und Paul reisen ins Schlaraffenland como Mitislaw der Moderne. El libreto del Conde de Luxemburgo no era enteramente nuevo. Fue una reelaboración de uno escrito por Alfred Willner y Bernard Buchbinder doce años antes para la fracasada opereta de Johann Strauss Die Göttin der Vernunft (La diosa de la razón).
Esta opereta se estrenó en el Theater an der Wien de Viena, el 12 de noviembre de 1909 y fue un éxito inmediato. Sin embargo, se convirtió en su primera gran triunfo internacional después de La viuda alegre. Entre esas operetas, había compuesto dos obras escénicas de un solo acto, Peter und Paul reisen ins Schlaraffenland (Peter y Paul viajan al paraíso) y Mitislaw der Moderne (El moderno Mitislaw), seguidas por su opereta en tres actos, recibida con indeferencia, Der Mann mit den drei Frauen (El hombre con dos esposas) en 1908 y Das Fürstenkind (Doncellas de Atenas) que tuvo algo más de éxito y que se estrenó en octubre de 1909, un mes antes de El conde de Luxemburgo. Hubo adaptaciones al francés (Le comte de Luxembourg) y al inglés (The Count of Luxembourg) que tuvieron gran éxito en su momento. En Italia se estrenó el 7 de mayo de 1910 en el Teatro Vittorio Emanuele I de Turín.
Ha permanecido en el repertorio, especialmente en los países de habla alemana. En el conjunto mundial, se representa poco; en las estadísticas de Operabase aparece la n.º 150 de las óperas representadas en 2005-2010, siendo la 5.ª en Hungría y la tercera de Lehár, con 20 representaciones en el período.
En España se estrenó en el teatro Eslava de Madrid el día 19 de octubre de 1910. La adaptación al castellano estuvo a cargo de J.J.Cadenas y la música el maestro Vicente Lleó.

## Personajes
| Personaje                                                                                     | Tesitura              | Reparto del estreno, 12 de noviembre de 1909 (Director: Robert Stolz) |
| --------------------------------------------------------------------------------------------- | --------------------- | --------------------------------------------------------------------- |
| Angèle Didier, una cantante de la Ópera de París                                              | soprano               | Annie von Ligety                                                      |
| Armand Brissard, un artista                                                                   | tenor                 | Bernhard Bötel                                                        |
| Juliette Vermont, una bailarina y novia de Brissard                                           | soprano               | Louise Kartousch                                                      |
| Príncipe Basil Basilowitsch, enamorado de Angèle                                              | tenor                 | Max Pallenberg                                                        |
| Condesa Stasa Kokozow, anterior prometida del príncipe Basil                                  | mezzosoprano          |                                                                       |
| Pawel von Pawlowitsch, consejero de la embajada rusa                                          | tenor                 |                                                                       |
| Pélégrin, un registrador                                                                      | barítono              |                                                                       |
| René, conde de Luxemburgo                                                                     | tenor o barítono alto | Otto Storm                                                            |
| Sergei Mentschikoff, un notario ruso                                                          | tenor                 |                                                                       |
| Artistas, grisettes, invitados a la fiesta, personal del hotel, gente de la sociedad parisina |                       |                                                                       |

## Argumento
Como La viuda alegre, El conde de Luxemburgo trata de temas de riqueza y matrimonios dudosos y el contraste entre la alegría de la sociedad parisina y la seriedad eslava. Relata la historia de un vienés que lleva una vida bohemia en París a principios del siglo XX y gira en torno a un aristócrata empobrecido y una cantante lírica glamurosa que han estipulado un matrimonio falso, por poderes, y que se enamoran a primera vista sin saber que ya están casdados entre sí.